# Моа Мартинсон
Моа Мартинсон (швед. Moa Martinson; 2. новембар 1890 — , 5. август 1964) је била шведска књижевница. Написала је неколико романа, а била је и дописник бројних новина.
Била је ванбрачна ћерка фабричке раднице и спадала је у групу шведских писаца које је пролетаријат подржавао. Са првим мужем, Карлом Јохансоном, имала је петоро деце, а након Јохансонове смрти удала се за Харија Мартинсона.